# Allium lycaonicum
Allium lycaonicum — вид трав'янистих рослин родини амарилісові (Amaryllidaceae), поширений у Західній Азії.

## Опис
Цибулина яйцеподібна, діаметром 1.5–2 см; зовнішні оболонки сірувато-чорні, паперові. Стебло 20–30 см, часто пурпурове. Листків 2–5, шириною 10–14 мм. Зонтик півсферичний або рідко кулястий, діаметром 3–4 см, багатоквітковий, щільний. Квітконіжки пурпурові. Листочки оцвітини глибоко винно-червоні або насичено-пурпурові, біля основи білясті, ланцетні, 5–6 мм. Пиляки темно-пурпурові. Коробочка 6–7 мм.
Час цвітіння: липень і червень.

## Поширення
Поширений у Західній Азії (Сирія, цн. і пд. Туреччина).
Відкриті ліси Pinus sylvestris та відкриті насадження P. nigra subsp. pallasiana, луки, схили пагорбів, на вапнякових скелях та андезитах, 1000–2000 м.